# Rodrigo Tosi
Rodrigo Antonio Tosi (Curitiba, 6 gennaio 1983) è un ex calciatore brasiliano, di ruolo centrocampista.

## Carriera
Ha giocato in massima serie svizzera con la maglia del Neuchâtel Xamax nella stagione 2008-2009, ed in Europa League con la maglia del Losanna nella stagione 2010-2011.
Il 21 gennaio 2017 si trasferisce in Irlanda, accasandosi al Limerick, club neopromosso in League of Ireland. Esordisce con la nuova squadra il 24 febbraio seguente, mettendo a segno una tripletta nel match vinto per 5-1 contro lo Sligo Rovers.

## Palmarès

### Club

#### Competizioni nazionali
- Challenge League: 1

Losanna: 2010-2011
- Campionato iraniano: 1

Esteghlal: 2012-2013

### Individuale

#### Competizioni nazionali
- Capocannoniere della S.League: 1

2014 (24 gol)